# Азіно (Зав'яловський район)
А́зіно (рос. Азино) — село (колишнє селище) в Зав'яловському районі Удмуртії, Росія.
Населення — 1827 осіб (2010; 1767 в 2002).
Національний склад станом на 2002 рік:
- росіяни — 67 %

Урбаноніми:
- вулиці — Залізнична, Лісова, Пихтеєва, Ставкова, Центральна, Черемушки, Шкільна, Штабна, Ювілейна
- провулки — Азінський